# Vague de froid de janvier 1987 en France
La vague de froid de janvier 1987 a touché une grande partie de la France avec des températures très basses.
Le 12 janvier on relève le matin -33 °C à Méribel (altitude 1 700 m), -22 °C à Mulhouse, -20 °C à Château-Chinon, -16 °C au Puy, -13 °C à Paris, -10 °C à Marseille.